# Серл, Генри
Генри Серл (урождённый Трамп, англ. Henry Searle, né Trump; род. 29 марта 2006, Вулвергемптон, Западный Мидленд) — британский теннисист. Финалист двух турниров ATP Challenger (из них один — в одиночном разряде).
Победитель одного юниорского турнира Большого шлема в одиночном разряде (Уимблдон-2023); и четвертьфиналист двух юниорских турниров Большого шлема: в одиночном разряде (Открытый чемпионат Франции-2023) и в парном разряде (Уимблдон-2023); бывшая третья ракетка мира в юниорском рейтинге ITF (2024).

## Общая информация
Родился 29 марта 2006 года в Вулвергемптоне, в Англии, в Великобритании.

## Спортивная карьера

### Юниорские турниры: 2021—2023 годы
В 2021—2023 годах завоевал шесть юниорских титулов ITF в парном разряде.
И в 2022—2023 годах он также завоевал ещё четыре юниорских титула ITF в одиночном разряде.
В июне 2023 года дошёл до четвертьфинала Открытого чемпионата Франции в одиночном разряде среди юношей, где он в четвертьфинале проиграл хорвату Дино Прижмичу со счётом 6-7(3), 3-6, — который в итоге стал чемпионом данного турнира.
В июле 2023 года стал победителем Уимблдонского турнира в одиночном разряде среди юношей, где в финале победил россиянина Ярослава Дёмина со счётом 6-4, 6-4.
И на том же турнире вместе с поляком Томашем Беркета дошёл до четвертьфинала парного разряда среди юношей, где они в четвертьфинале проиграли паре Жуан Фонсека и Хуан Карлос Прадо со счётом 3-6, 4-6.

### Взрослые турниры

#### 2024—2025
В феврале 2024 года вместе со своим соотечественником Кайлом Эдмундом стал финалистом парного турнира категории ATP Challenger в Глазго (Шотландия), где они в финале проиграли британской паре Маркус Уиллис и Скотт Данкан со счётом 3-6, 2-6.
В начале июля 2024 года получил уайлд-кард в основную сетку одиночного разряда Уимблдонского турнира, где он в первом круге за четыре сета проиграл американцу Маркосу Гирону со счётом 6-3, 3-6, 4-6, 4-6.
На том же турнире вместе со своим соотечественником Дэниелем Эвансом он участвовал в парном разряде, где они в первом круге проиграли паре Эдуар Роже-Васслен и Сантьяго Гонсалес со счётом 3-6, 6-3, 3-6.
В январе 2025 года стал финалистом одиночного турнира категории ATP Challenger в Ноттингеме (Англия), где он в финале проиграл норвежцу Виктору Дурасовичу со счётом 6-7(6-8), 6-3, 1-6.

## Финалы юниорскихтурниров Большого шлема

### Одиночный разряд
| Результат  | В-П | Дата         | Турнир                                                    | Поверхность | Противник     | Счёт     |
| ---------- | --- | ------------ | --------------------------------------------------------- | ----------- | ------------- | -------- |
| Победитель | 1-0 | 16 июля 2023 | Уимблдонский турнир среди юношей (Лондон, Великобритания) | Трава       | Ярослав Дёмин | 6-4, 6-4 |